# اچ‌ام‌اس آپهولدر (پی۳۷)
اچ‌ام‌اس آپهولدر (پی۳۷) (به انگلیسی: HMS Upholder (P37)) یک زیردریایی بود که طول آن ۱۹۱ فوت (۵۸٫۲۲ متر) بود. این زیردریایی در سال ۱۹۴۰ ساخته شد.